# اسلاوی کیت
اسلاوی کیت (به انگلیسی: Slavikite) با فرمول شیمیایی MgFe3 +3 [(OH)3 - (SO4)4]. 18H2O از مجموعه کانی هاست و نام یک کانی‌شناس اهل چک F.Slavik است. برای اولین بار در چک اسلواکی کشف شد و از نظر شکل بلور: منشوری، رنگ: زرد مایل به سبز، شفافیت: شفاف، جلا: شیشه ای، رخ: نامشخص، سیستم تبلور: رمبوئدریک و در رده‌بندی سولفات است و منشأ تشکیل آن ثانوی است.
همایند کانی‌شناسی (پارانژ) آن - آلونژن- هالوتری کیت- پیریت است، از نظر ژیزمان بلوری تقریباْ کمیاب است و بیشتر در چک اسلواکی، اطریش و ایتالیا یافت می‌شود.